# Morten Veland
Morten Veland (4 de dezembro de 1977) é um músico norueguês. Foi um dos fundadores da banda de metal gótico Tristania. Mais tarde fundou o Sirenia.
Enquanto estava no Tristania (de 1996 a 2001), ele era o principal letrista, compositor e guitarrista, como também o responsável pelo vocal gutural. Deixou a banda por causa de discordâncias musicais com os outros membros.
Depois disso ele formou o Sirenia, sua própria banda, com o mesmo género de música, contribuindo com quase todos os instrumentos musicais.
Em 2009 Valand fundou uma nova banda chamada Mortemia, que vai tocar um tipo de música similar ao segundo álbum de estúdio do Tristania Beyond the Veil. A banda assinou um contrato com a Napalm Records em 6 de julho de 2009.

## Discografia

### com o Tristania
- Tristania (EP, 1997)
- Widow's Weeds  (1998)
- Beyond the Veil  (1999)
- Angina (single, 1999)

### com o Sirenia
- At Sixes and Sevens (2002)
- An Elixir For Existence (2004)
- Sirenian Shores (EP, 2004)
- Nine Destinies and a Downfall (2007)
- The 13th Floor (2009)
- The Enigma of Life (2011)
- Perils on the Deep Blue (2013)
- Dim Days of Dolor (2016)
- Arcane Astral Aeons (2018)

### com o Mortemia
- Misere Mortem (2010)
- The Pandemic Pandemonium Sessions (2022)